# Castelfranco Veneto
Castelfranco Veneto és un municipi italià, situat a la regió del Vèneto i a la província de Treviso. L'any 2006 tenia 33.048 habitants.

## Fills il·lustres
- Vincenzo Riccati (1707-1775) matemàtic i jesuïta
- Francesco Serato (1843-1919) violoncel·lista.